# Pseudomaenas eumetrorrhabda
Pseudomaenas eumetrorrhabda är en fjärilsart som beskrevs av Louis Beethoven Prout 1938. Pseudomaenas eumetrorrhabda ingår i släktet Pseudomaenas och familjen mätare. Inga underarter finns listade.